# 維也納鎮區 (伊利諾伊州格蘭迪縣)
維也納鎮區（英語：Vienna Township）是位於美國伊利諾伊州格蘭迪縣的一個行政鎮區。

## 地方資料
根據2010年美國人口普查的數據，維也納鎮區的面積為92.40平方千米，當中陸地面積為92.35平方千米，而水域面積為0.05平方千米。當地共有人口673人，而人口密度為每平方千米7.28人。